# Mężenin-Kolonia
Mężenin-Kolonia – wieś sołecka w Polsce położona w województwie mazowieckim, w powiecie łosickim, w gminie Platerów.
W latach 1975–1998 miejscowość administracyjnie należała do województwa bialskopodlaskiego.